# Bertrand Clauzel
Bertrand Clauzel o Clausel (Mirepoix, 12 dicembre 1773 – Cintegabelle, 21 aprile 1842) è stato un generale e politico francese, Maresciallo di Francia dal 1831.

## Biografia
Nipote del politico Jean-Baptiste Clauzel, si arruolò nell'esercito nel 1791, sottotenente del 43º Reggimento fanteria di linea, capitano degli chasseurs à cheval nel 1792, aiutante generale nel 1793, capo di Stato Maggiore della divisione Pérignon, generale di brigata e comandante di Bologna ai tempi della ritirata di Schérer in Italia, generale di divisione nell'Armée de Saint-Domingue, governatore di Ragusa nel 1807.
Fu inviato in Spagna sotto Junot e Masséna (1810); assediò Ciudad Rodrigo, fu ferito a Salamanca, salvò nel 1812, con una memorabile ritirata, l'Armée de Portugal e la riportò in Spagna, ricevendo come ricompensa il comando in capo dell'Armée du Nord de l'Espagne (1813).
Fu uno degli ultimi a deporre le armi nel 1814, e uno dei primi a dichiararsi in favore di Napoleone nei Cento Giorni; prese in quel periodo il comando di Bordeaux e costrinse la duchessa d'Angoulême a lasciare la città. Al tempo del ritorno di Napoleone dall'Elba, oppose, alla testa dell'Armée du Midi, una energica resistenza al nemico che aveva invaso il Midi.
Colpito dall'ordinanza del 24 luglio 1814, andò in esilio negli Stati Uniti. Christophe e Pétion offrirono grandi ricompense al capitano della nave che portò in salvo Clausel.
Rientrato in Francia nel 1820, fu eletto alla Camera dei deputati nel 1827, cooperò alla Rivoluzione di luglio, e fu inviato in Africa in qualità di governatore generale. Inviato in Algeria come comandante in capo a sostituire Bourmont, occupò Blida, Médéa, dopo aver forzato il col de la Mouzaïa, e tentò per primo l'opera di colonizzazione; ma cedette le province di Costantina e di Orano a dei principi tunisini e per tale motivo fu destituito.
Richiamato in Francia nel 1831, ricevette il bastone da Maresciallo, fu nuovamente inviato in Algeria nel 1832 sino al 1836. Prese Mascara, e comandò la prima spedizione di Constantine, patì una sconfitta per mancanza di rinforzi e fu definitivamente rimpiazzato. Deputato di Rethel dopo il 1827, sostenne costantemente le idee liberali e la causa dell'Algeria.

## Onorificenze
- Fa parte dei 558 ufficiali il cui nome è inciso sotto l'Arco di trionfo di Parigi.